# Портнов В'ячеслав Миколайович
В'ячеслав Миколайович Портнов (26 січня 1942, Загорськ) — радянський футболіст, що грав на позиції нападника. Відомий за виступами у складі запорізького «Металурга» у другій групі класу «А» у складі якого він став чемпіоном УРСР, та першій лізі, а також у складі сімферопольської «Таврії» у другій групі класу «А» та другій лізі. Після закінчення виступів на футбольних полях працював директором ДЮСШ сімферопольської «Таврії».

## Клубна кар'єра
В'ячеслав Портнов народився у Загорську, і розпочав займатися футболом у рідному місті. Розпочав виступи у командах майстрів у 1961 році в команді класу «Б» «Трудові резерви» з Кисловодська. У 1962—1963 роках під час служби в армії виступав у дублюючому складі московського ЦСКА. У 1964—1965 роках Портнов грав у складі севастопольської команди класу «Б» СКЧФ. У 1966 році В'ячеслав Портнов став гравцем команди другої групи класу «А» «Таврія» з Сімферополя. У команді грав до 1968 року, був одним із основних гравців атакуючої ланки команди, у 1967 році увійшов до символічної збірної другої групи класу «А», за що перший у сімферопольській команді отримав звання майстра спорту СРСР, проте через конфлікт із головним тренером команди Анатолієм Зубрицьким з 1969 року грав у складі іншої команди другої групи класу «А» «Металург» із Запоріжжя. У 1970 році Портнов у складі запорізької команди став чемпіоном УРСР, а в 1971 році грав у складі «Металурга» вже в першій лізі. У 1972 році повернувся до складу «Таврії», став у її складі бронзовим призером чемпіонату УРСР. Після закінчення сезону перейшов до аматорської команди «Титан» з Армянська, після 1975 року остаточно завершив виступи на футбольних полях.

## Тренерська діяльність
Після завершення виступів на футбольних полях В'ячеслав Портнов розпочав працювати дитячим тренером. Спочатку він працював у ДЮСШ у селі Кримська Роза, де його вихованцем став Володимир Горілий. Пізніше перейшов на роботу до футбольної школи сімферопольської «Таврії», де його вихованцями стали Ігор Волков, Костянтин Вихорнов, Олександр Білозерський, Олексій Грачов, Андрій Тарахтій, Олег Леш, Олег Костіков. У 2005 році працював у футбольній школі «Динамо-ІгроСервіс», пізніше повернувся до футбольної школи «Таврії», де працював до 2014 року.
У 2012 році Президент України Віктор Янукович присвоїв В'ячеславу Портнову звання Заслужений працівник фізичної культури і спорту України.

## Особисте життя
Син В'ячеслава Портнова, Ігор Портнов, бу професійним футболістом, який грав за низку клубів вищого дивізіону України.

## Досягнення
- Переможець чемпіонату УРСР з футболу 1970.
- Бронзовий призер чемпіонату УРСР з футболу 1972